# Langenbach (Eichelbach)
Der Langenbach, auch Backesbach genannt, ist ein 3,4 km langer, nordwestlicher und orographisch linker Zufluss des Eichelbachs im Mittelgebirge Taunus. Er verläuft im hessischen Hochtaunuskreis.

## Verlauf
Der Langenbach entspringt im Östlichen Hintertaunus innerhalb des Naturparks Taunus. Seine Quelle befindet sich auf dem Westhang des Talkessels von Hasselbach – etwa 400 m nordwestlich vom Gipfel des Schinnkopfs (428 m), dem Nordostausläufer des Kuhbetts (525,6 m).
Anfangs fließt der gänzlich im Naturpark Taunus gelegene Langenbach ostwärts in das Dorf Hasselbach, um sich dort etwa nach Süden zu wenden und entlang der Landesstraße 3337 zu verlaufen. Im Dorf, wo der Bach in einem kleinen Abschnitt verrohrt ist, passiert er das Kulturforum Hochtaunus (ehemals Backes), woher die Hasselbacher Bezeichnung Backesbach stammt. Weiter fließt er durch den Entenpark und am Westrand der Ortslage entlang. Nahe dem südlichen Ortsende, wo sich der Talkessel öffnet, mündet ein vom Berg Kuhbett kommender Bach (auch Langenbach genannt) ein, wonach der (eigentliche) Langenbach den Margarethenhof passiert. Fortan fließt der Bach durch das enge Langenbachtal in östlichen Richtungen entlang der Landesstraße 3030, wo linksseitig der Schneebach (benannt nach der Wüstung Schneebach) einmündet. In diesem Talzug befindet sich am Bach die Rumpenmühle, wo ein weiteres Fließgewässer, Lembach einmündet.
Etwa 800 Bachmeter unterhalb der Rumpenmühle mündet der Langenbach etwa westlich vom Flurstück Wehrholz in den dort von Südwesten kommenden Eichelbach, der 950 Bachmeter weiter nordöstlich die Weil speist.